# Corydiidae
Corydiidae es una familia del orden Blattodea (cucarachas). Muchas son conocidas como cucarachas de arena. 

## Géneros

### Corydiinae
- Anosigamia
- Arenivaga
- Austropolyphaga
- Eremoblatta
- Ergaula
- Eucorydia
- Eupolyphaga
- Hemelytroblatta
- Heterogamisca
- Heterogamodes
- Homoeogamia
- Hypercompsa
- Leiopteroblatta
- Mononychoblatta
- Nymphrytria
- Polyphaga
- Polyphagina
- Polyphagoides
- Therea

### Latindiinae
- Buboblatta
- Bucolion
- Compsodes
- Gapudipentax
- Latindia
- Melestora
- Myrmecoblatta
- Paralatindia
- Sinolatindia
- Stenoblatta

### Otros
- Aclavoidea
- Anacompsa
- Ctenoneura
- Euthyrrhapha (Euthyrrhaphinae)
- Holocompsa (Holocompsinae)
- Homopteroidea
- Ipisoma
- Ipolatta
- Melyroidea
- Oulopteryx
- Pholadoblatta
- Sphecophila (Tiviinae)
- Tivia (Tiviinae)
- Zetha
- Extintos
- †Bimodala Šmídová, 2019
- †Cretaholocompsa Martínez-Delclòs, 1993
- †Fragosublatta Chen et al., 2021
- †Magniocula Qiu et al., 2019
- †Nodosigalea Li & Huang, 2018
- †Spinka Vršanský et al., 2019